# Breinigerberg

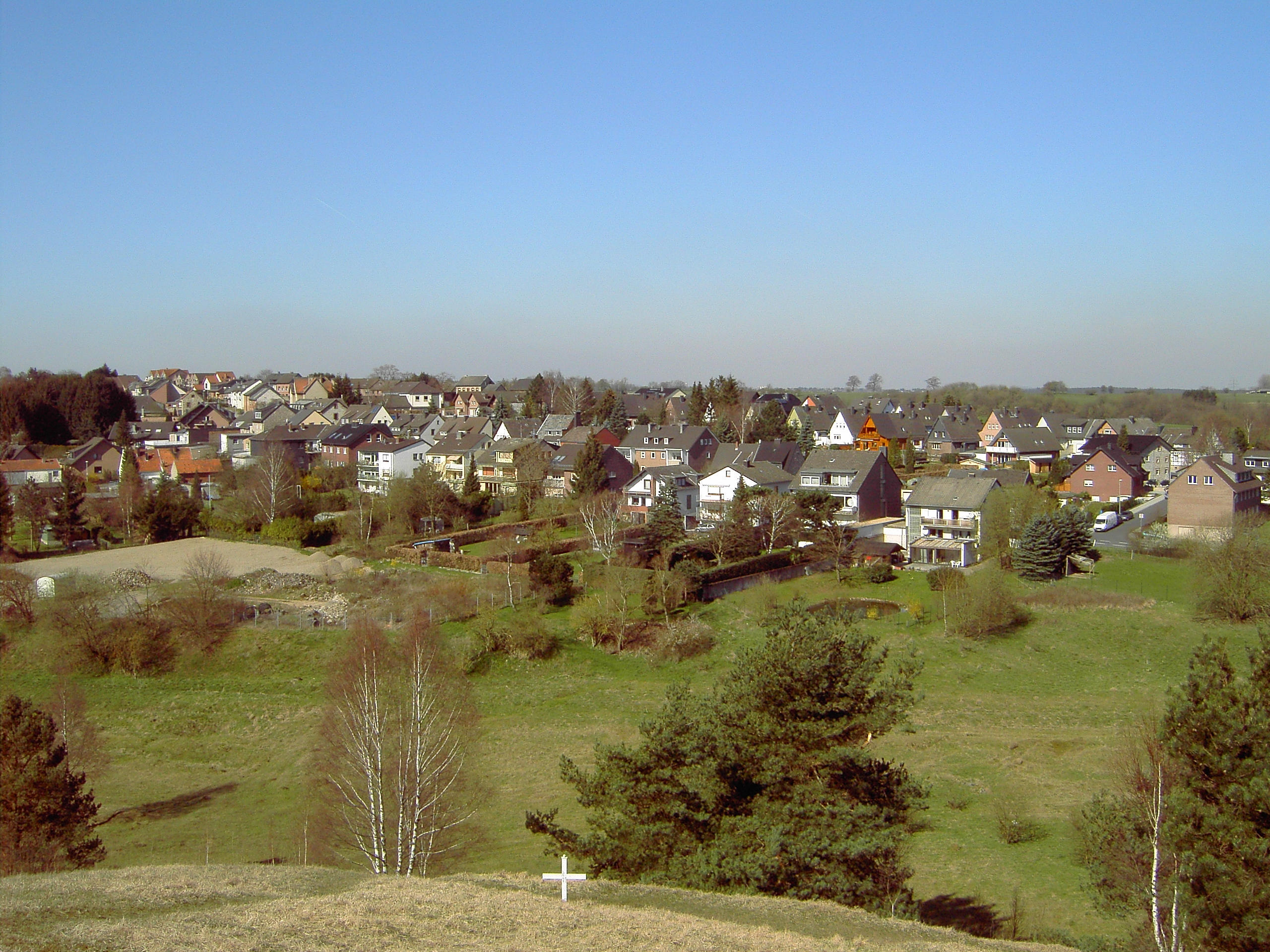
Breinigerberg

Breinigerberg là một làng nhỏ thuộc thành phố Stolberg thuộc vùng đô thị Aachen, Nordrhein-Westfalen của nước Đức.
Breinigerberg có diện tích 4 km² với dân số 971 người (12/2005).